# Distretto di Mandal-Ovoo
Il distretto di Mandal-Ovoo è uno dei quindici distretti (sum) in cui è suddivisa la provincia dell'Ômnôgov', in Mongolia. Conta una popolazione di 1.954 abitanti (censimento 2009).